# Кохая
Кохая (яп. 小早 Кохая) — японский средневековый малотоннажный военный корабль, использовавшийся в период Сэнгоку и эпоху Эдо. Наряду с атакэбунэ и сэкибунэ является одним из трёх наиболее распространённых типов военных кораблей японского средневековья.

Этимология слова «кохая» связано с соединением первых слогов двух слов: «когата» (яп. 小型), то есть малогабаритный, малотоннажный и «хаябунэ» (яп. 早船), то есть быстроходное судно.

## Общая информация

### Период Сэнгоку
Среднее количество вёсел на корабле типа кохая было, как правило, менее 80 штук. Корпус корабля был небольшой, и в отличие от атакэбунэ и сэкибунэ не имел верхней надстройки «ягура» (яп. 矢倉), тянувшейся практически на всю длину корпуса и на которой располагалась палуба. Поэтому количество экипажа на данном корабле было ограниченным, и не было возможности вести огонь по неприятелю из аркебуз и луков с возвышения. Также ещё одной отличительной особенностью конструкции являлось отсутствие брони в виде бамбуковых или деревянных щитков, которые устанавливались по периметру палубной надстройки ягура для защиты от стрел. Единственным элементом защиты было низкое деревянное ограждение по бортам судна высотой примерно по пояс, поэтому можно сказать, что корабли типа кохая обладали достаточно низкими оборонительными характеристиками. В военных флотилиях средневековых японских феодалов, например, таких как военный флот Кису рода Ода корабли данного типа благодаря высоким скоростным качествам выполняли преимущественно разведывательную функцию и осуществляли передачу приказов между кораблями флотилии, также использовались, как суда поддержки. С другой стороны, в военной флотилии рода Мори, флотилии Мураками, а также в соединениях японских пиратов вако, на кохая использовали в качестве основного оружия зажигательные снаряды «хороку» (яп. 焙烙) и аркебузы - эти лёгкие и быстроходные корабли были основой огневой мощи.

### Эпоха Эдо
В эпоху Эдо вышел закон о запрете строительства крупнотоннажных кораблей (более 75 тонн), после чего было прекращено строительство больших военных кораблей типа атакэбунэ. Сэкибунэ были судами среднетоннажного типа, поэтому не попали под запрет, но их содержание было весьма дорогостоящим, в связи с чем корабли кохая стали широко использоваться в каждом княжестве. Благодаря высокой быстроходности кохая использовались также в полицейских целях. Для защиты от гниения и огня, а также в качестве украшения корпус корабля часто покрывали красивым лаком, что привело к тому, что кохая принимали участие в японских традиционных фестивалях мацури. Например, по приказу Иэясу Токугава род Исэ из княжества Хиконэ обязан был иметь кохая определённой расцветки: с внешней стороны красный лак, а внутренние перегородки сёдзи должны были быть покрыты чёрным лаком по раме, количество вёсел было предписано количеством 48 штук. Также, согласно записям путь в 15 ри (около 60км.) от Хиконэ до Оцу через озеро Бива занимал на веслах 2 часа.
С началом эпохи Эдо, кохая выполняли роль коммерческих судов на торговом маршруте между Осакой и Эдо. Во время девиза правления Сёхо (1645-1648 гг.) торговцы из деревни Дэнбо княжества Сэтцу наняли каботажное судно кохая из княжества Суруга и благополучно доставили на нём товары до Эдо. После этого случая торговцы из Осаки, Нисиномии и Хёго построили новые корабли, и это стало фундаментом нового каботажного торгового флота Осаки. Тоннаж кораблей составлял от 200 до 400 коку (около 30-60 тонн) и они совершали регулярные торговые рейсы во всех княжествах страны.

### Новое и новейшее время
В период Бакумацу во время проведения военно-морских реформ по созданию флота западного образца кохая потеряли своё военное значение.
На настоящий день кохая можно найти в префектуре Вакаяма в синтоистском святилище Кумано хаятама тайся, где его используют во время религиозных обрядов. Считается, что она сохранило в себе черты, которые были присущи средневековой флотилии Кумано. Также во время фестиваля Инносима мацури в городе Ономити в префектуре Хиросима проводятся гонки на кохая, реконструированных по историческому образцу.